# جوزپه پولیتو
جوزپه پولیتو (انگلیسی: Giuseppe Polito؛ زادهٔ ۱۴ ژوئیهٔ ۱۹۸۸) بازیکن فوتبال اهل ایتالیا است.
از باشگاه‌هایی که در آن بازی کرده‌است می‌توان به باشگاه فوتبال پالرمو اشاره کرد.